# Alexander Pagenstecher (Mediziner, 1828)

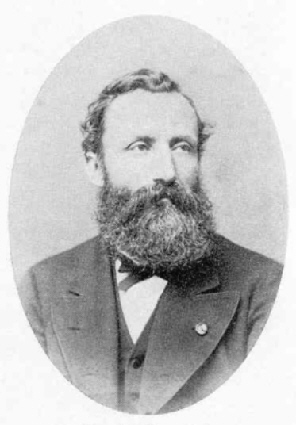
Alexander Pagenstecher

Friedrich Hermann Alexander Pagenstecher (* 21. April 1828 in Wallau (Taunus); † 31. Dezember 1879 in Wiesbaden) war ein deutscher Augenarzt. Er gründete die Augenheilanstalt in Wiesbaden.

## Familie
Er war Sohn von Oberforstrat Friedrich Pagenstecher (1793–1865) aus Dillenburg und Charlotte, geborene Schenck (1808–1870). 1853 heiratete Pagenstecher Johanna Heller, Tochter eines Botanikprofessors aus Würzburg. Das Paar hatte vier Kinder (zwei Töchter und zwei Söhne).

## Leben
Nachdem er Realschule und Gymnasium absolviert hatte, studierte Pagenstecher ab 1846 Medizin in Gießen, Heidelberg und Würzburg (unter anderem bei Rudolf Virchow), wo er 1849  promoviert (Dr. med.) wurde. Seit 1847 war er Mitglied der Corps Teutonia Gießen und Nassovia Heidelberg. Nach dem medizinischen Staatsexamen 1850 in Wiesbaden ging er im folgenden Jahr nach Paris, um dort Augenheilkunde zu studieren. 
Ab 1852 arbeitete Pagenstecher in Wiesbaden als Assistent am dortigen Bürgerhospital, eröffnete 1853 eine Privatpraxis für Augenheilkunde und traf im Laufe von Studienreisen (Zürich, London und Berlin) mit bekannten deutschen Augenärzten wie Albrecht von Graefe und Johann Friedrich Horner zusammen. 1856 gründete er die Augenheilanstalt Wiesbaden, der er bis zu seinem Lebensende als Direktor vorstand. Als Fachkrankenhaus, das insbesondere auch mittellose Augenpatienten unentgeltlich behandelte, war die Einrichtung bahnbrechend und international anerkannt. Die Finanzierung erfolgte überwiegend durch Spenden.
Pagenstecher starb infolge von Verletzungen, die er sich bei einem Jagdunfall mit dem eigenen Gewehr nahe dem Jagdschloss Platte in Wiesbaden zugezogen hatte. Er wurde auf dem Alten Friedhof in Wiesbaden beigesetzt.

## Leistung
Pagenstecher war Operateur von Weltruf, vor allem auf dem Gebiet des Grauen Stars (Katarakt) und des Grünen Stars (Glaukom) – er führte etwa 2000 Staroperationen selbst durch. Pagenstecher gilt als Erfinder der intrakapsulär-operativen Entfernung der Augenlinse mit einem speziellen Löffelinstrument (1866). Er beschrieb auch die operative Korrektur der Oberlidsenkung (Ptosis) durch zweifache Subkutannaht in Brauenhöhe. Die von ihm entwickelte Gelbe Präcipitatsalbe, kurz Gelbe Salbe genannt, fand weltweit Verwendung. 
1861 bis 1866 fungierte er als Herausgeber der Klinischen Beobachtungen aus der Augenheilanstalt zu Wiesbaden.

## Schriften
- mit Theodor Sämisch und Arnold Pagenstecher: Klinische Beobachtungen aus der Augenheilanstalt in Wiesbaden. Wiesbaden 1861–1862
- Ueber die Extraction des grauen Stares bei uneröffneter Kapsel durch den Skleralschnitt. Wiesbaden 1866.